# Ike Person
Isaac (Ike) Person, född 26 oktober 1960 i Alabama, död 18 augusti 2022 i Uppsala, var en svensk-amerikansk basketspelare (center, tidigare small forward) och basketcoach.

## Spelare
Person växte upp i Rockford i Illinois. Efter high school i Barrington i Illinois spelade den 201 cm långe och 96 kilo tunge Person 1979–1983 i Michigan Wolverines (NCAA) och blev draftad av Detroit Pistons 1983 men fick inget kontrakt.
Istället värvades han, efter tips från en tidigare lagkamrat som då spelade i Norrbotten, av Torbjörn Björnström till det svenska division 2-laget KFUM Basketbollklubb Skellefteå, dit han flyttade i september 1983. Skellefteå nådde med denna värvning och i övrigt i huvudsak lokalrekryterade spelare snart toppen i division 1 och vidare till Elitserien april 1986. I Elitserien snittade Person 34,4 poäng per match under sitt första år (säsongen 1986/1987) och vann också skytteligan.
Från 1989 till 1992 spelade Ike Person för elitserielaget Uppsala Basket (Arpat Basket, Mazda Basket Uppsala med flera namn), där han också blev skyttekung.
- Michigan Wolverines 1979–1983
- KFUM Basket Skellefteå 1983–1989
- Uppsala Basket 1989–1992

## Tränare
Person var huvudtränare för Uppsala Baskets damlag och hade tidigare tränat såväl Uppsala Baskets herrar som damer (Sallén Basket).
Till vardags arbetade Person på Gränbyskolan, där han sedan 2005 ansvarade för högstadieskolans basketinriktning. Han höll även genom Svenska Basketbollförbundet i tränarutbildning för baskettränare.

## Privatliv
Ike Person var gift med basketspelaren Ingegerd Person (född Lundmark), född i Skellefteå, som spelade i Basketettan med umeålaget Cometerna.. De är föräldrar till basketspelarna Andreas Person (Uppsala Basket, LF Basket, Jämtland Basket, Borås Basket och i Slovenien), Jonathan Person (Sundsvall Dragons, 08 Stockholm, LF Basket samt Tyskland och Italien) och Alexander Person (KFUM Uppsala, Uppsala Basket). År 2002 flyttade familjen från Skellefteå till Uppsala.